# كلاوس إرنست
كلاوس إرنست (بالألمانية: Klaus Friedrich Ernst)‏ هو نقابي وسياسي ألماني، ولد في 1 نوفمبر 1954 في ميونخ في ألمانيا. حزبياً، نشط في الحزب الديمقراطي الاجتماعي الألماني (1974 – 2004) والعمل والعدالة الإجتماعية - الخيار البديل (ألمانيا) (22 يناير 2005 – 16 يونيو 2007)  وحزب اليسار (2007 – 2024 ) وانضم حديثا في يناير كانون الثاني عام 2024 الى سارة فاجنكنشت في تأسيس حزب "تحالف سارة فاجنكنشت".

## مناصب
- في الانتخابات الفيدرالية الألمانية 2017، انتخب عضو في البوندستاغ الألماني عن دائرة Schweinfurt (electoral district) [الإنجليزية]‏ وقد انضم خلال فترته النيابية (24 أكتوبر 2017 – )  للكتلة البرلمانية The Left faction (Bundestag) [الإنجليزية]‏.
- انتخب عضو في البوندستاغ الألماني (18 أكتوبر 2005 – 27 أكتوبر 2009).
- انتخب عضو في البوندستاغ الألماني (27 أكتوبر 2009 – 22 أكتوبر 2013).
- انتخب عضو في البوندستاغ الألماني خلال فترته النيابية  [لغات أخرى]‏ (18 أكتوبر 2005 – 27 أكتوبر 2009).

## وصلات خارجية
- كلاوس إرنست على موقع IMDb (الإنجليزية)
- كلاوس إرنست على موقع مونزينجر (الألمانية)

- الموقع الرسمي